# McDonnell Douglas F-4 Phantom II
Il McDonnell Douglas F-4 Phantom II è un cacciabombardiere supersonico biposto a lungo raggio, progettato e prodotto dall'azienda statunitense McDonnell Douglas nei primi anni sessanta. Divenuto nel corso della sua lunga vita operativa una delle icone della superiorità aerea americana durante la guerra del Vietnam e nel periodo della guerra fredda, è ancora in servizio presso alcune forze aeree. L'elevata flessibilità del progetto ha permesso l'evoluzione del Phantom fino a includere versioni specifiche per la ricognizione aerea e l'attacco al suolo con munizionamento convenzionale e nucleare.

## Generalità
Gradualmente sostituito da aerei più moderni a partire dai primi anni novanta, è stato impiegato sia in numerose missioni di ricognizione sia nel ruolo di Wild Weasel nel corso della prima guerra del Golfo. Gli apparecchi in dotazione alla United States Air Force vennero radiati a partire dal 1996. L'F-4 Phantom II è stato impiegato dalle forze aeronautiche di altri undici Paesi, in alcuni dei quali, aggiornato, è ancora in servizio.
Complessivamente il Phantom venne prodotto dal 1958 fino al 1981 per un totale di 5 195 esemplari; rendendolo il secondo aereo da combattimento occidentale dotato di motori a reazione più costruito al mondo, secondo soltanto all'F-86 Sabre, che fu prodotto in poco meno di 10 000 esemplari.
Attualmente sono ancora utilizzati (senza pilota) come bersagli da esercitazione a grandezza naturale.

## Storia

### Sviluppo

#### Gli inizi
Nel 1953 la McDonnell Aircraft avviò il lavoro per la modernizzazione dei propri caccia F3H Demon. Nel tentativo di incrementare le prestazioni ed espanderne le capacità, la società si impegnò in diversi progetti che prevedevano di apportare alcune modifiche ai motori dei quali erano dotati gli FH3 Demon. Si valutarono di conseguenza le possibilità di sviluppare una serie di apparecchi sulla base del Demon. Si prese quindi in considerazione la possibilità di sviluppare le versioni F3H-E, la quale era dotata di un motore a reazione Wright J67, la versione F3H-G, che disponeva invece di due motori turbogetto Wright J65, e infine la versione H, che doveva essere dotata di due J79 prodotti dalla General Electric. Quest'ultima versione, grazie ai due per l'epoca modernissimi motori a reazione dei quali era dotata, disponeva di una velocità massima prossima a Mach 1,97.
Il 19 settembre 1953 la McDonnell presentò le proprie proposte per un "Super Demon" alla US Navy. In maniera innovativa, la fusoliera dell'aereo presentato poteva essere assemblata in modo modulare permettendo di reimpostare la produzione da versione monoposto a versione a due posti con minimi accorgimenti e facilitando inoltre notevolmente la sostituzione del cono frontale di prua per facilitare l'installazione di diversi radar, macchine fotografiche, cannoncini da 20 mm oppure 56 razzi non guidati FFAR. Il progetto del Super Demon era inoltre dotato di 9 piloni d'attacco esterni disposti sulle ali e sulla fusoliera. La Marina dimostrò inizialmente un discreto interesse al progetto, tanto che fu commissionata alla McDonnell la costruzione di un modello del F3H-G/H in scala 1:1. Ciò nonostante la marina, che all'epoca doveva essere la principale destinataria del nuovo progetto, ritenne che i progetti del Grumman XF9F-9 e del Vought XF8U-1, ancora in corso di sviluppo, avrebbero soddisfatto maggiormente le esigenze per un caccia supersonico e preferì quindi non prendere una decisione affrettata riguardo a una eventuale commissione per la produzione di un nuovo caccia.

#### I primi progetti per un velivolo di nuova concezione
Di conseguenza, il progetto originale proposto dalla McDonnell venne rielaborato, riadattandolo a quello precedentemente proposto alla marina per il ruolo di cacciabombardiere ognitempo dotato di undici piloni esterni per l'armamento. In seguito a tale modifiche il 18 ottobre 1954 l'azienda ricevette l'autorizzazione dalla US Navy per la produzione di due prototipi del YAH-1 (questo il nome del progetto rielaborato). Inaspettatamente il 26 maggio 1955 la Marina modificò le specifiche del bando per la produzione del nuovo cacciabombardiere e propose una serie di nuovi requisiti che prevedevano la capacità del nuovo velivolo di operare come intercettore ognitempo e con un secondo uomo di equipaggio per poter far funzionare un potente radar a lungo raggio. Venne inoltre deciso di rimuovere tutte le mitragliatrici limitando l'armamento esclusivamente ai missili.
Di conseguenza il progetto della McDonnell venne ridenominato XF4H-1 e modificato affinché fosse idoneo all'utilizzo di missili radar-guidati AAM-N-6 Sparrow III e rispettasse le specifiche del nuovo bando. Il nuovo aereo venne inoltre progettato per l'utilizzo di due turbine General Electric J79-GE-8. Analogamente a quanto si era fatto per l'F-101 Voodoo, i motori avrebbero dovuto essere alloggiati in posizione bassa all'interno della fusoliera per aumentare la capacità interna di carburante e migliorare l'aspirazione attraverso le prese d'aria a geometria fissa.

#### Nuove richieste
In seguito alle modifiche richieste dalla US Navy risultarono necessarie anche delle modifiche alla struttura dell'apparecchio, le quali interessarono in modo particolare le sezioni alari. Si dovette quindi dotare l'ala, di piccola sezione, di un bordo di ingresso a 45° ed allo stesso tempo dotarla anche di un bordo d'attacco a controllo variabile per migliorare le prestazioni alle basse velocità, dote essenziale per un caccia imbarcato. Le prove effettuate in galleria del vento dimostrarono inoltre un'instabilità laterale che venne risolta aggiungendo un Diedro di 12° delle ali. Per non dovere apportare eccessive modifiche alla struttura, le quali avrebbero comportato un eccessivo dispendio di tempo e di risorse, la parte centrale della fusoliera in titanio non venne modificata e gli ingegneri della McDonnell operarono esclusivamente sull'angolazione della parte esterna delle ali aggiungendo il caratteristico "gradino" o dente di sega tra le due parti dell'ala al fine di migliorare il controllo dell'aereo ad alti angoli d'attacco. Il timone venne inclinato di 23° per migliorare il controllo alle alte velocità e il deflusso dei gas di scarico. Inoltre si aggiunsero alle prese d'aspirazione del motore delle paratie mobili per migliorare il flusso dell'aria durante i regimi supersonici del volo. Per conferire al caccia la capacità di intercettazione ognitempo, l'aereo venne dotato di un radar AN/APQ-50, mentre per poter operare a bordo delle portaerei il carrello d'atterraggio venne rinforzato in modo da resistere ad urti fino a 7 m/s. La gamba di forza del carrello anteriore poteva essere allungata di circa 50 cm per aumentare l'angolo di attacco durante il lancio dalla portaerei con la catapulta a vapore.
Per proseguire nella tradizione di assegnare soprannomi "demoniaci" ai propri apparecchi, la McDonnell propose inizialmente i nomi di Satan o Mithras per l'F4H, ma in seguito alle pressioni del governo, l'aereo assunse il nome meno controverso di Phantom II, che riprendeva quello di un precedente aviogetto della stessa azienda, il McDonnell FH Phantom. Inoltre visto che da tempo ormai l'FH-1 non era più in servizio, il nuovo aereo venne semplicemente chiamato Phantom.

#### I primi apparecchi
Il 20 giugno 1955, la marina statunitense ordinò due prototipi del XF4H-1 e cinque del modello YF4H-1 di pre-produzione. Il Phantom effettuò il suo primo volo il 27 maggio 1958 con ai comandi il pilota collaudatore Robert C. Little. Durante il suo primo volo si verificò però un problema idraulico che impedì la retrazione del carrello, ma con i voli successivi il problema fu risolto. Sempre grazie all'esperienza accumulata nel corso dei primi voli si prese in considerazione di riprogettare le prese d'aria per migliorare ulteriormente le prestazioni. Ben presto però, in virtù del suo discreto successo che si era riscontrato già in fase progettuale, il Phantom si trovò in competizione con il Vought XF8U-3 Crusader III, ma la necessità di un aereo biposto fece prevalere il Phantom, che nel dicembre 1958 venne dichiarato vincitore del bando. A causa però dei ritardi accumulati durante le prime fasi di progettazione nella messa a punto delle turbine J79-GE-8, i primi esemplari di produzione furono consegnati con dei motori J79-GE-2 e 2A. Nel 1959 l'F4H eseguì le prove di ambientazione a bordo di una portaerei, mentre il primo ciclo completo di lancio (decollo con catapulta a vapore) e appontaggio da un'unità navale venne effettuato il 15 febbraio 1960 a bordo della portaerei  USS Independence.
Sempre nelle prime fasi di produzione il radar venne sostituito con il più ingombrante AN/APQ-72, che richiese la modifica dell'alloggiamento nel radome conferendogli la caratteristica forma; nello stesso tempo venne modificato il tettuccio per rendere più spazioso l'abitacolo.
Nonostante originariamente l'aereo fosse stato sviluppato esclusivamente per la marina statunitense, esigenze di razionalizzazione e di contenimento della spesa pubblica suggerirono al dipartimento della difesa statunitense di valutare la possibilità di equipaggiare anche l'aeronautica militare statunitense con il Phantom II. A seguito dell'intervento di Robert McNamara, desideroso di avere un unico velivolo che potesse essere impiegato nelle diverse forze armate, anche la US Air Force ricevette in dotazione i primi Phantom. Sempre in seguito al successo ottenuto nel corso dell'operazione Highspeed, nel corso della quale un F-4B dimostrò la propria superiorità rispetto ad un Convair F-106 Delta Dart, anche la USAF ricevette due F-4B originariamente destinati alla marina. Gli apparecchi messi a disposizione della USAF per condurre una serie di test atti a verificare l'idoneità del Phantom erano due F-4B ancora privi di una sigla identificativa che furono denominati provvisoriamente F-110A Spectre. Successivamente la USAF avviò un ampio lavoro di riprogettazione che adattò il progetto del Phantom alle proprie esigenze. Nel 1962 infine si giunse ad una unificazione delle designazioni e l'aereo assunse la sigla F-4 con la distinzione che la versione per la US Navy era la F-4B, mentre quella per l'US Air Force era la F-4C.

## Sperimentazioni
Durante la guerra del Vietnam un F-4 Phantom II venne attrezzato con controilluminazione nell'operazione Compass Ghost, per renderlo più difficilmente individuabile alla vista, in un esperimento affine a quello delle Luci Yehudi.

## Impiego operativo

### Stati Uniti

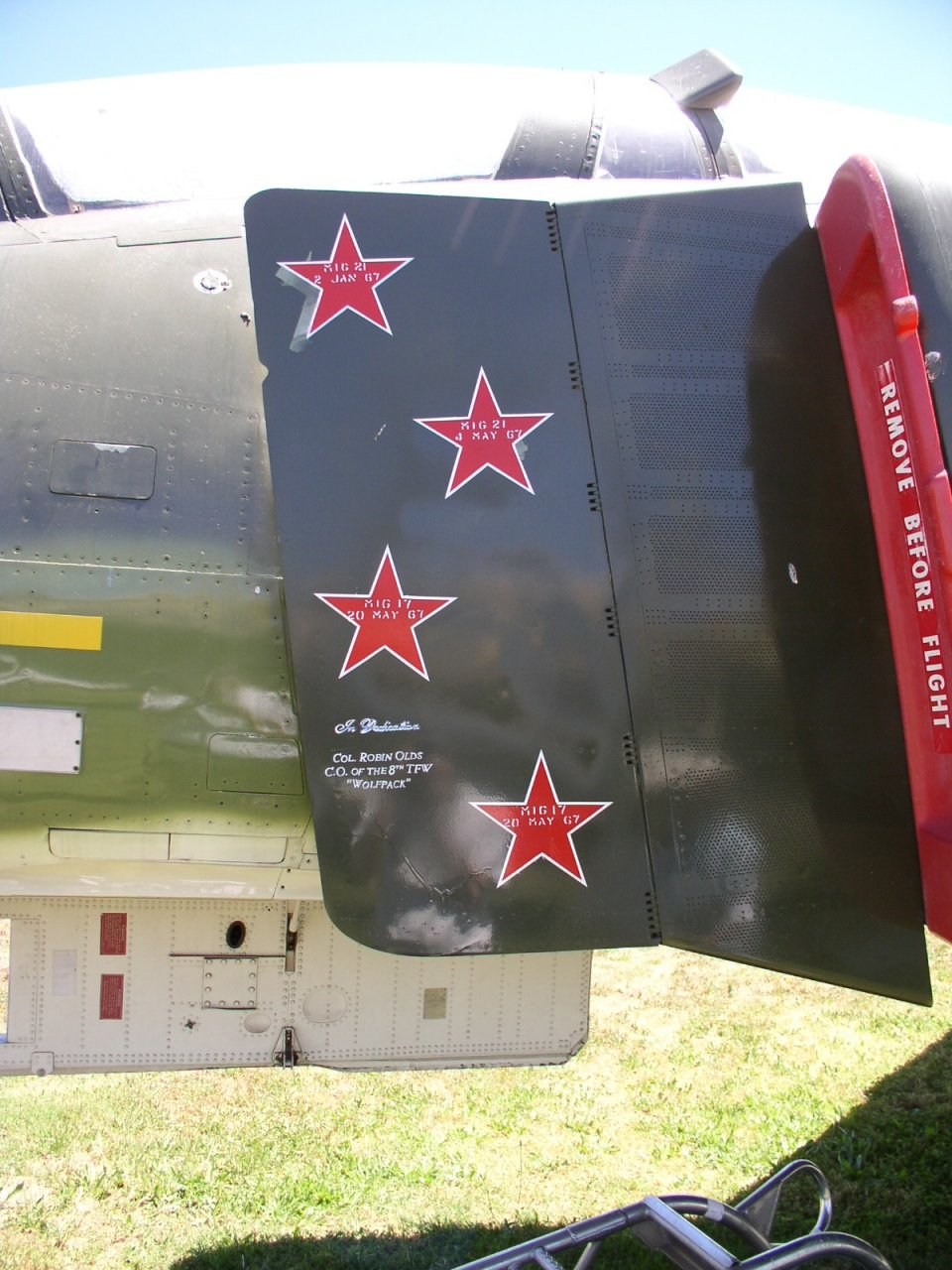
Le stelle rosse indicano gli aerei nord-vietnamiti abbattuti

A partire dal 1960 vennero consegnati i primi modelli di serie alla US Navy e nel corso dello stesso anno lo stormo VF-101 della marina divenne la prima squadriglia ad essere dotata dei nuovi F4H-1F successivamente rinominati F-4A a partire dal 1962. Successivamente lo stormo VF-74, presso la Naval Air Station Oceana, e lo stormo VF-144, presso quella di Miramar, ebbero le prime squadriglie pronte al combattimento dotate di F-4B. Lo United States Marine Corps ricevette i primi F-4B nel giugno del 1962 e i primi apparecchi imbarcati a bordo della USS Forrestal (CV-59) divennero operativi tra l'agosto 1962 ed il marzo 1963. Di lì a poco anche la United States Air Force ricevette i primi F-4C Phantom. Di fatto a partire dai primi mesi del 1963 tutte le forze armate statunitensi avevano in dotazione nel proprio arsenale il Phantom.

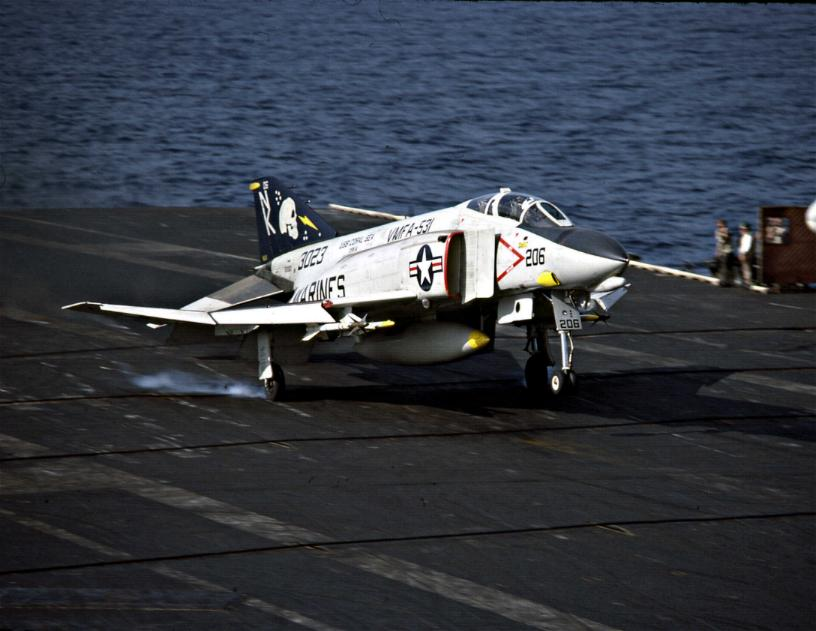
Appontaggio di un F-4N del VMFA-531 a bordo della USS Coral Sea (CV-43)

Alla data dell'incidente del Golfo del Tonchino dell'agosto 1964 gli Stati Uniti disponevano di 13 squadriglie dotate di Phantom. Gli F-4B della USS Constellation effettuarono la prima missione di guerra il 5 agosto 1964, volando di scorta ai bombardieri durante l'Operazione Pierce Arrow.
La prima vittoria aerea di un Phantom si registrò il 9 aprile 1965, quando un F-4B dello stormo VF-69 riuscì ad abbattere un MiG-17 dell'aviazione cinese. Nonostante la vittoria, l'operazione si concluse con il successivo abbattimento dello stesso Phantom, probabilmente ad opera di un missile aria-aria AIM-7 Sparrow lanciato per errore da un altro Phantom in volo. Il 17 giugno 1965 un MiG-21 dell'aviazione nord vietnamita riuscì ad abbattere il primo Phantom nel corso del noto conflitto nel sud-est asiatico, mentre il primo MiG-17 nord-vietnamita venne abbattuto il 10 luglio 1965 da un F-4C. L'unica vittoria aerea ottenuta nel corso del conflitto vietnamita dai Phantom del Corpo dei Marines ebbe invece luogo l'11 ottobre 1972, quando un F-4J del VMFA-333 riuscì ad abbattere un MiG-21.
Negli USA volano tuttavia ancora alcuni bersagli teleguidati QF-4

### Altri paesi
Diverse varianti dell'F-4 hanno servito nelle aviazioni militari di molti paesi: Australia, Egitto, Grecia, Iran, Israele, Giappone, Gran Bretagna, Spagna, Corea del Sud, Turchia e Repubblica Federale Tedesca.

#### Israele

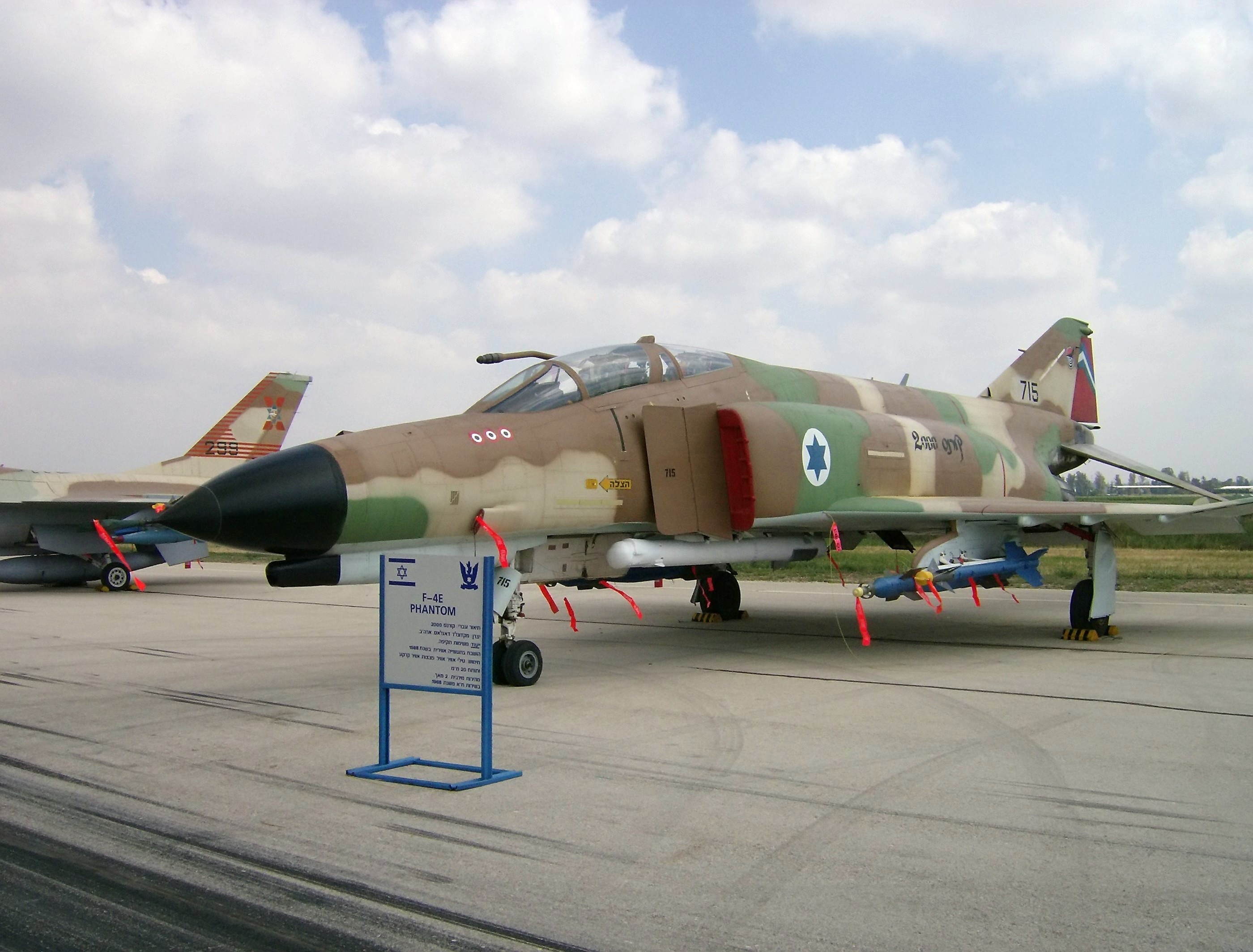
Un Phantom israeliano

I Phantom israeliani vennero utilizzati molto intensamente durante i conflitti arabo-israeliani, riportando 116 vittorie e 55 perdite includendo il fuoco da terra. Soprannominati Kurnass (Maglio), i Phantom israeliani vennero sottoposti ad un estensivo programma di modifiche per adattarli all'armamento e all'avionica locali. Negli anni ottanta Israele iniziò il programma di ammodernamento 'Kurnass 2000', che prevedeva il miglioramento dei sistemi avionici e l'utilizzo dei missili AGM-142 Popeye. Israele produsse inoltre una versione dotata di turbine Pratt & Whitney PW1120 che volò la prima volta il 30 luglio 1986: l'aereo possedeva caratteristiche superiori, oltre che una autonomia migliorata, e venne presentato nel 1987 al salone di Parigi, ma il progetto di aggiornamento venne giudicato troppo costoso per le ormai vecchie cellule dei Phantom posseduti da Israele.
Un aggiornamento simile, chiamato "Terminator 2020" ed ottimizzato per l'attacco al suolo (senza la capacità di lancio dell'AIM-120 AMRAAM) venne implementato dalla IAI Lavi israeliana sui Phantom dell'aviazione turca. Esso include il sistema di controllo di tiro/radar ELTA SPS-100 derivato dal precedente dimostratore tecnologico prodotto dalla IAI nei primi anni novanta.

#### Germania
La tedesca Luftwaffe ricevette originalmente la versione semplificata ed alleggerita F-4F con un radar più piccolo, senza capacità di rifornimento in volo e senza possibilità di lancio degli AIM-7 Sparrow. Nel 1983 la Germania iniziò il programma ICE (Improved Combat Efficiency - "efficienza di combattimento migliorata") che prevedeva l'installazione a bordo degli F-4F del radar AN/APG-65 (lo stesso degli F/A-18), capacità di utilizzo dei missili AIM-120 AMRAAM e l'adozione di nuovi motori che producessero meno fumo.

#### Grecia
Per l'aviazione militare greca (Ellenikì Polemikì Aeroporia) il 29 marzo 1972 venne firmato il contratto Peace Icarus I per la fornitura di 36 F-4E che vennero consegnati tra aprile e novembre del 1974 al 117º Pterix (stormo) di base ad Andravida.
I Phantom vennero assegnati al 338º Mira (gruppo) cacciabombardieri “Aris” ed al 339º Mira caccia intercettori “Aias” (Aiace) per sostituire i Republic F-84F Thunderstreak.
Nel giugno 1976 vennero consegnati altri due F-4E per rimpiazzare due aerei persi in incidenti.
Il 16 giugno 1977 venne firmato il contratto Peace Icarus II per la fornitura di 18 F-4E e 8 RF-4E.
I nuovi F-4E, dotati del sistema ottico per identificazione visiva a distanza Northrop TISEO (Target Identification System Electro-Optical), vennero consegnati tra marzo e dicembre 1978.
Il 7 settembre 1978 il 337º Mira di base ad Andravida ricevette i primi F-4E per sostituire i Northrop F-5A, quattro giorni dopo il reparto venne trasferito a Larissa ed inquadrato nel 110º Pterix.
L'undici novembre 1978 il 348º Mira ricevette i primi RF-4E per sostituire i Republic RF-84F Thunderflash, le consegne degli RF-4E vennero completate nell'aprile 1979.
Nel luglio 1990 venne firmato un contratto per la fornitura di altri 28 F-4E radiati dal 163rd TFS dell'Indiana Air National Guard come parte del pagamento per l'utilizzo delle basi greche da parte delle forze armate americane, i primi nove F-4E vennero consegnati il 3 agosto 1991 al 338º Mira, cui seguirono le consegne al 339º Mira.
Nel 1991 con la radiazione degli ultimi Thunderflash il 348º Mira aveva solo cinque RF-4E operativi.
Nel 1993 vennero acquisiti 27 RF-4E radiati dalla Luftwaffe di cui 7 non operativi da usare come fonte di parti di ricambio.
Nel dicembre 1998 venne firmato il contratto con la DASA (dal 2000 EADS) per l'aggiornamento avionico di 35 F-4E.
Le modifiche comprendevano:
- nuovo radar AN/APG-65 GY (lo stesso installato sugli F/A-18A)
- nuovo Head-Up Display
- nuovo IFF
- nuovo radaraltimetro
- nuovo navigatore inerziale Honeywell 764G con ricevitore GPS incorporato
- sostituzione di buona parte della strumentazione analogica della Cabina di pilotaggio con tre schermi multifunzione di produzione Elbit
- nuovo computer per la gestione dell'armamento che permette l'impiego di nuove armi tra cui i missili aria-aria AIM-9M Sidewinder e AIM-120 AMRAAM, i missili aria-superficie AGM-65G Maverick e AGM-130 ed il pod Litening della Rafael per l'illuminazione dei bersagli per bombe a guida laser.[17]

Tutti i Phantom aggiornati, denominati F-4E/AUP PI2000 (Avionic Update Program - Peace Icarus 2000), vennero consegnati al 338º e 339º Mira, l'ultimo il 18 dicembre 2002, gli F-4E ex-ANG vennero trasferiti al 337º Mira di base a Larissa.
Il 16 dicembre 2005 vennero radiati gli ultimi Phantom del 337º Mira, che tornò ad essere operativo il 28 luglio 2006 con i nuovi F-16C block 52.
A fine 2010 gli F-4E/AUP PI2000 erano ancora operativi nel 338º e 339º Mira del 117º Pterix di base ad Andravida, mentre 17 RF-4E erano ancora operativi nel 348º Mira.

#### Regno Unito
La Gran Bretagna acquistò i propri F-4 per dotarne la Royal Air Force e la Fleet Air Arm quando venne abbandonato il programma nazionale BAC TSR-2. Le versioni inglesi vennero sviluppate a partire dal modello F-4J e assunsero la designazione americana F-4K ed F-4M, rispettivamente per la Royal Air Force e la Fleet Air Arm. Entrarono in servizio con la designazione britannica di FG.1 e FGR.2 per rimpiazzare gli Hawker Hunter e i de Havilland Sea Vixen. I Phantom britannici vennero dotati dei più grandi e potenti motori turbofan Rolls-Royce Spey al fine di migliorare le prestazioni durante le fasi del decollo. Questa particolare motorizzazione richiedeva l'aspirazione di quantità maggiori di aria rispetto alle altre varianti di F-4, con il risultato di migliori prestazioni alle basse quote ma con grave decadimento nell'aria povera di ossigeno delle alte quote.
Le modifiche strutturali apportate alla cellula per equilibrare questi scompensi risultarono difficoltose e tormentate da numerosi problemi. I Phantom destinati alla Fleet Air Arm vennero dotati di un carrello d'atterraggio anteriore telescopico in grado di estendersi per 102 centimetri al fine di poter operare con un elevato angolo d'attacco, necessario per i lanci con le catapulte della piccola portaerei inglese HMS Ark Royal. Alcuni elementi costruttivi della cellula e dell'equipaggiamento vennero prodotti in Gran Bretagna. L'ordine effettuato dalla Fleet Air Arm venne sospeso in seguito alla drastica diminuzione della forza di portaerei della Royal Navy e la maggior parte dei 160 Phantom inglesi già costruiti vennero utilizzati della RAF nei ruoli di attacco al suolo e intercettazioni a lungo raggio.
Alla fine degli anni settanta i Phantom della RAF furono rimpiazzati dai SEPECAT Jaguar per le missioni di attacco al suolo, mentre gli aerei in dotazione alla Fleet Air Arm furono ritirati e posti in carico alla RAF. Inoltre dopo la guerra delle Falkland del 1982, la RAF acquistò nel 1984 dalla US Navy 15 F-4J per aumentare la capacità degli squadron di intercettori, dato che uno squadron fu dislocato su quelle isole per la sorveglianza dello spazio aereo limitrofo a quello dell'Argentina. I Phantom furono rimpiazzati dalla versione per la difesa aerea del Panavia Tornado. L'ultimo esemplare fu ritirato dal servizio nel 1993 in seguito a tagli di bilancio.

### Turchia
Vedasi Abbattimento dell'F-4 Phantom dell'Aeronautica militare turca del 2012

## Caratteristiche
Nel combattimento aereo la miglior caratteristica del Phantom era l'elevata velocità, che permetteva ad un pilota addestrato di entrare ed uscire dal combattimento in base alle circostanze. In modo non sorprendente, invece, la grande mole dell'aereo lo metteva in condizioni di inferiorità rispetto ai maneggevoli velivoli sovietici. Nonostante l'F-4 avesse la tendenza ad entrare in vite durante le manovre ad alto numero di g e ad alto angolo d'incidenza, i piloti rimasero colpiti dalla maneggevolezza e dalla semplicità del Phantom, fino ai limiti estremi dell'inviluppo di volo. Nel 1972, il modello F-4E venne aggiornato con degli slats sulle ali, che miglioravano l'angolo di attacco a spese della velocità massima.
Le turbine J79 presentavano una lunga scia di fumo nero quando utilizzate ad alti regimi, rendendo l' F-4 facilmente identificabile anche a distanza. Ma la maggior debolezza del Phantom risiedeva nella mancanza di un cannoncino: la dottrina del tempo sosteneva che ingaggiare un combattimento ravvicinato a velocità supersoniche era impossibile e non venne fatto nulla per addestrare i piloti al combattimento manovrato. In realtà, gli incontri con aerei avversari riducevano rapidamente la velocità fino a renderle subsoniche e i primi missili non erano ancora abbastanza efficienti e precisi. Le regole di ingaggio negavano la possibilità di effettuare attacchi missilistici a lungo raggio; molti piloti si trovarono spesso in posizioni di vantaggio durante l'attacco ravvicinato ai velivoli nemici, ma erano troppo vicini ed impossibilitati a poter lanciare i loro missili. Per risolvere il problema fu deciso di aggiungere rapidamente delle gondole esterne, le SUU-16 e le SUU-23 dotate di un cannone a canne rotanti M61 Vulcan da 20 mm. Le esperienze di combattimento misero talvolta in evidenza la scarsa accuratezza di tali installazioni, ma dimostrarono anche l'efficacia ed il basso costo della soluzione rispetto all'utilizzo dei più costosi missili. La mancanza del cannone venne definitivamente risolta con la versione F-4E, che montava e monta tuttora internamente l'M61 Vulcan da 20mm.
Il Phantom venne utilizzato anche dalle pattuglie acrobatiche americane dei Thunderbirds (F-4E) e dei Blue Angels (F-4J).
L'USAF completò il ritiro dei Phantom nel dicembre 2004, con la disattivazione del 20° Fighter Squadron. L'ultimo Phantom in servizio con il Corpo dei Marines fu l'F-4S nel VMFA-112 e venne ritirato già nel 1992, quando la forza armata passò ai più moderni F/A-18A.
La maggior parte degli aviatori della Marina passò all'F-14 Tomcat verso la metà degli anni settanta. Alcuni F-4 rimasero in servizio sulle portaerei della Classe Midway, che disponevano di ponti ed hangar troppo piccoli per contenere i più grandi F-14 progettati per l'utilizzo a bordo di portaerei più grandi. Alla fine, tutti gli F-4 della Marina vennero rimpiazzati dagli F-14 e dagli F/A-18 Hornet.

## Utilizzatori
Grecia
- Ellenikì Polemikì Aeroporia

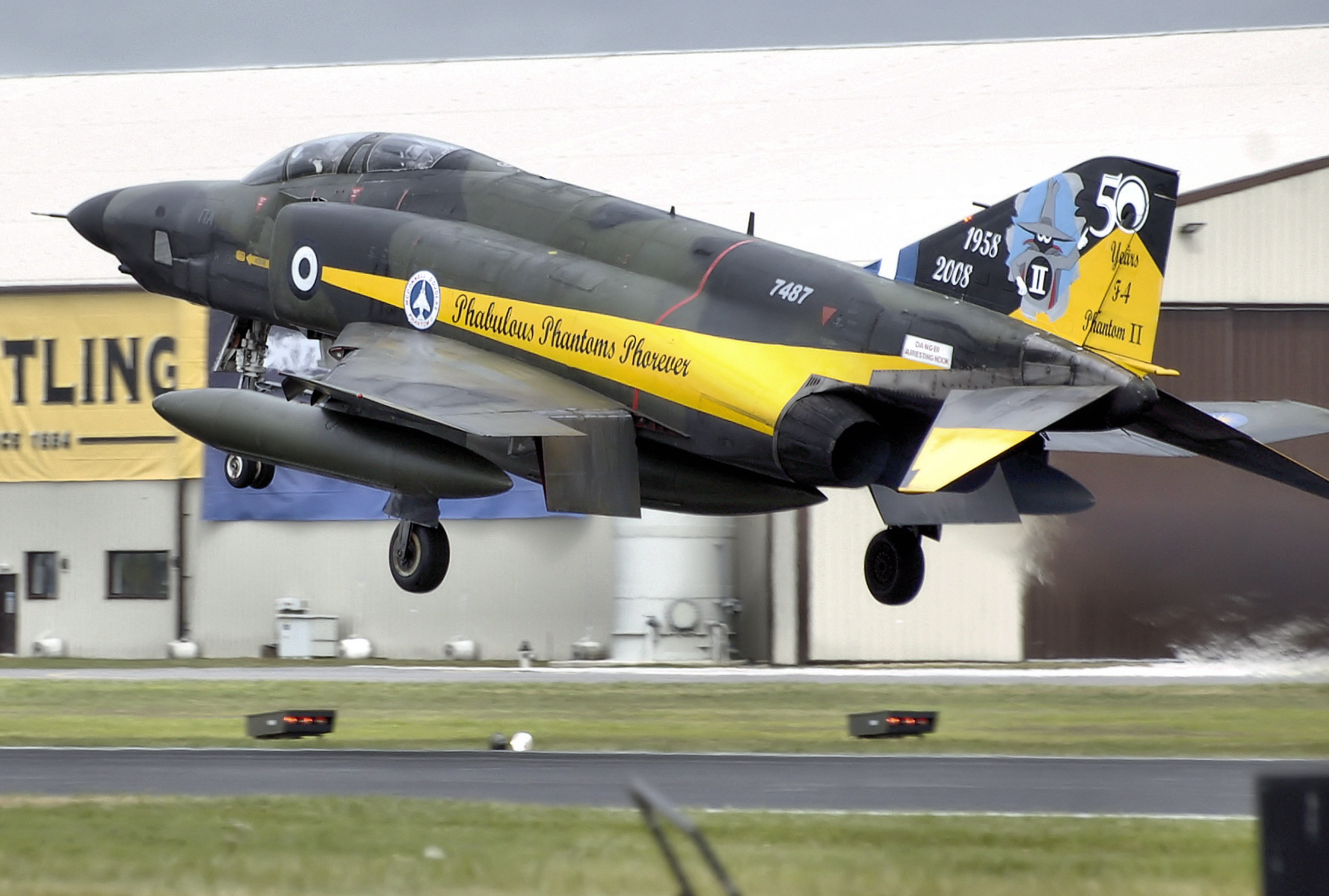
Un Phantom II della greca Ellenikì Polemikì Aeroporia

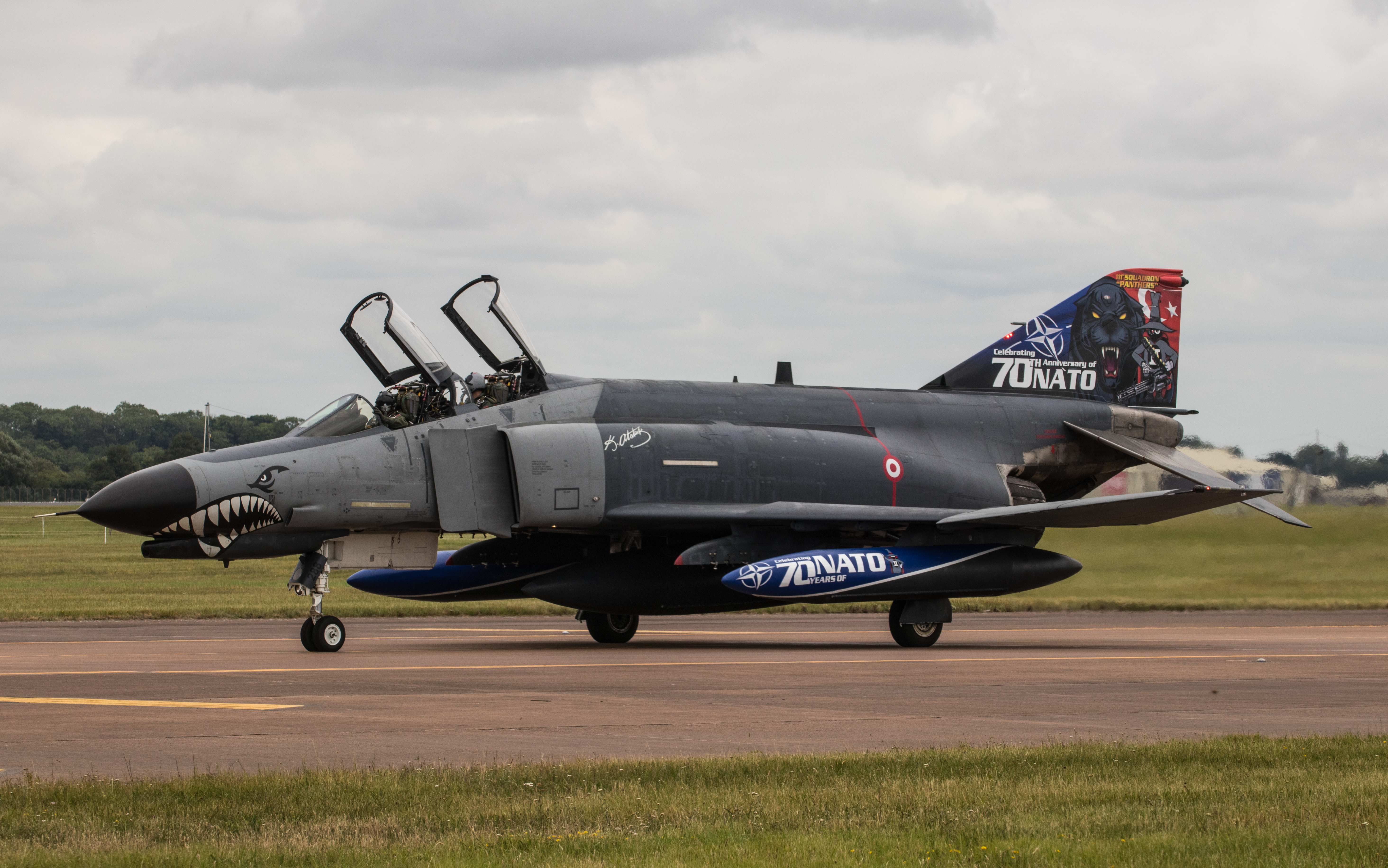
Un F-4E della turca Türk Hava Kuvvetleri al Royal International Air Tattoo 2019

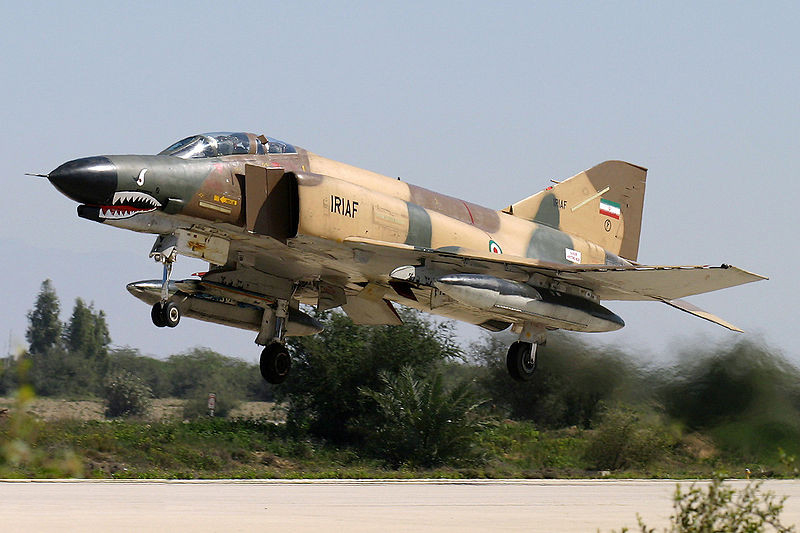
Decollo di un F-4E dell'Islamic Republic of Iran Air Force

  - Scuola Armi e Tattiche (Andravida)
  - 338º Gruppo Caccia-Bombardieri (Andravida)

Nel 1972 la Grecia siglò il programma Peace Icarus I con l’USAF che prevedeva la fornitura di 36 F-4E Phantom II, i primi quattro dei quali furono conseganti il 5 aprile 1974, con consegne completate nel novembre dello stesso anno. 18 F-4E e 8 RF-4E ordinati il 16 luglio 1977 con il programma Peace Icarus II, con gli F-4E consegnati tra il maggio e dicembre 1978, e gli RF-4E consegnati tra il settembre 1978 e aprile 1979. Nel 1991 l’aviazione greca ricevette ulteriori 28 F-4E ceduti dall’Air Indiana Air National Guard sotto l’accordo SRA (South-eastern Regional Agreement). 35 RF-4E da ricognizione in totale consegnati. Al luglio 2017 risultavano in servizio 34 F-4E. Tutti gli aerei superstiti furono sottoposti a partire dal 1997 al programma AUP. Questo comprendeva un sistema avionico completamente modernizzato, con un databus 1553 e un nuovo radar AN/APG 65GY, nuovi computer di missione, sistema centrale d’armamento, sistema di navigazione comprendente GPS e INS, sistemi di comunicazione, TCAN, altimetro radar (RADALT), sistema di trasferimento dati e registrazione video, il computer centrale dati di volo CPU-143/A, Modular Multi-Role Computer (MMRC), sistema di navigazione inerziale girolaser, AN/APX-113 Advanced Identification Friend and Foe (AIFF) e displays multifunzionali a colori, HOTAS (Hands on Throttle and Stick), Head Up display migliorato e un potenziato sistema di allarme audio. Ciò permise di introdurre nuovi armamenti, come i missili AIM 120 Amraam, le bombe GBU-16 e GBU 24, i missili AGM 65 Maverick, e l’utilizzo del Pod Litening.
 Iran
- Niru-ye Havayi-ye Artesh-e Jomhuri-ye Eslami-e Iran
  - 31º Gruppo Ricognitori (Nojeh)
  - 32º Gruppo Caccia (Nojeh)
  - 61º Gruppo Caccia (Yassini)
  - 91º Gruppo Caccia (Bandar Abbas)
  - 101º Gruppo Caccia (Konarak)

Dei 33 F-4D, 177 F-4E e 16 RF-4E consegnati, al luglio 2017 risultavano in servizio 10 F-4D, 25 F-4E e 5 RF-4E. Altre fonti indicavano un numero compreso tra 64 e 82 esemplari in servizio al novembre 2018.
 Turchia
- Türk Hava Kuvvetleri
  - 111 Filo (Eskisehir)
  - 401 Test Filosu (Eskisehir)

40 F-4E di nuova costruzione ordinati nel 1973 nell'ambito programma “Peace Diamond I”, con i primi due esemplari consegnati il 30 agosto del 1974. 32 F-4E ed 8 RF-4E ordinati nell'aprile del 1978 nell'ambito del programma “Peace Diamond II”.Tra il luglio 1981 e l'aprile 1984 venne finalizzato il terzo contratto, denominato “Peace Diamond III”, che comprendeva 15 F-4E usati, recuperati dall'Aerospace Maintenance and Regeneration Center (AMARC). Tra il 1984 ed il 1985, con il “Peace Diamond IV” furono consegnati altri 15 F-4E ex USAF. Nel 1987, con il contratto “Peace Diamond V”, furono ordinati altri 40 F-4E ed infine, nel 1991, come ricompensa per l'aiuto fornito agli Stati Uniti nel corso della “Guerra del Golfo”, con il contratto “Peace Diamond VI” vennero ceduti 40 F-4E ex Air National Guard. Nel 1991, con il “Progetto Kaan”, furono consegnati 46 RF-4E ex Luftwaffe, che fecero raggiungere un totale di 237 F-4 ordinati. Tra il febbraio del 1997 e il 2003, 54 velivoli furono modernizzati allo standard F-4E/2020 Terminator dalla israeliana IAI.

## Ex Utilizzatori

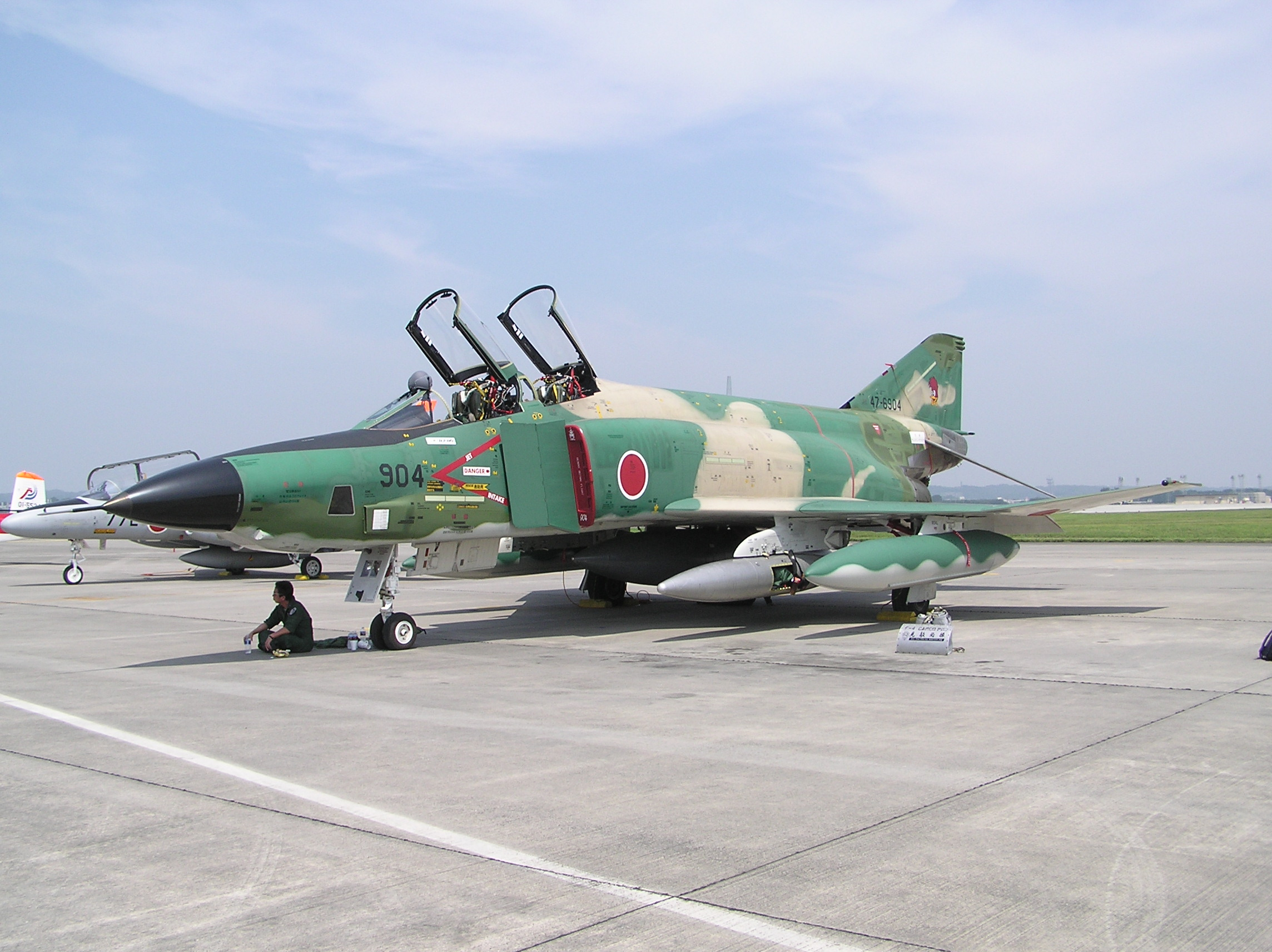
Un RF-4E, la versione da fotoricognizione aerea della giapponese Kōkū Jieitai, nella base aerea di Yokota

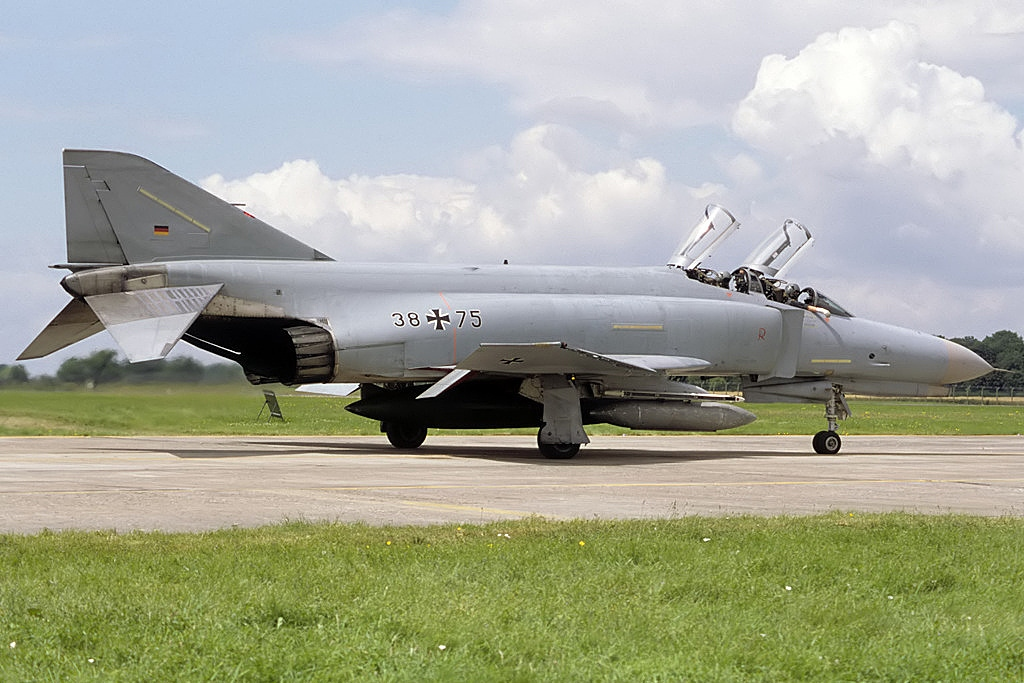
Un F-4F della Luftwaffe, sulla base aerea britannica di Fairford durante il RIAT 98

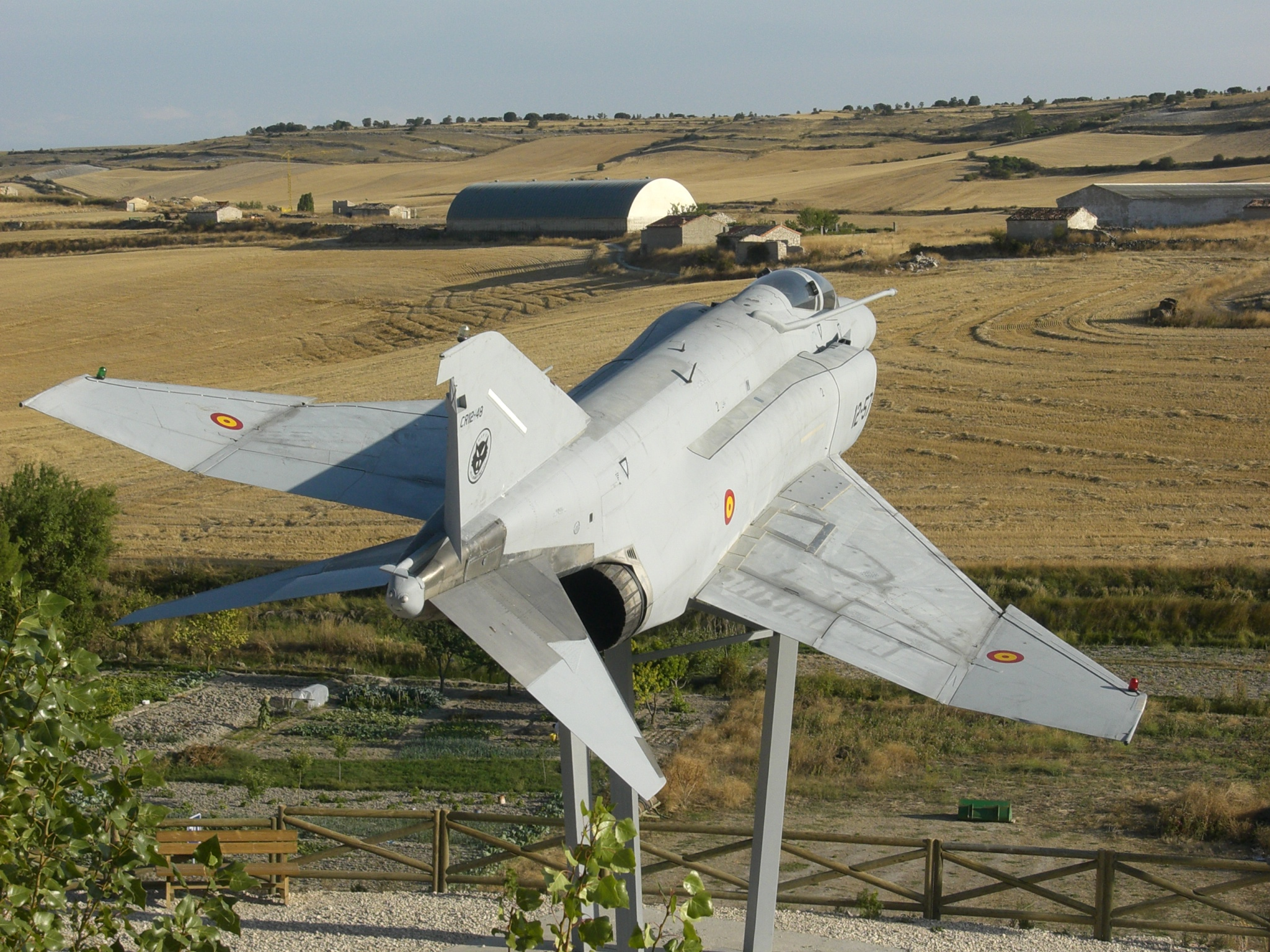
Un monumento alla memoria dei piloti spagnoli sito ad Antigüedad realizzato con un RF-4C Phantom II dell'Ejército del Aire

Australia
- Royal Australian Air Force

24 F-4E consegnati e tutti radiati.
 Corea del Sud
- Daehan Minguk Gonggun
  - 153º Gruppo Caccia (Suwon)

Dopo un breve periodo di valutazione, i primi 18 F-4D ex USAF vennero ordinati e trasferiti a partire dall'agosto 1969. Dal 1972 furono consegnati ulteriori 24 F-4D ex USAF, mentre l'ultimo aereo, di un ordine di 24 esemplari, venne consegnato tra il dicembre del 1987 e l'aprile del 1988, dopo di che si arrestarono le fornitore di F-4D. 37 F-4E consegnati a partire dal settembre 1977 nell'ambito dell'operazione “Peace Pheasant II, seguiti negli anni da numerosi esemplari ceduti dall'USAF fino ad arrivare a 103 esemplari. L'ultima versione del Phantom ad unirsi ai ranghi sudcoreani fu l'RF-4C da ricognizione, i primi 12 dei quali furono acquisiti dalla RoKAF nel dicembre del 1989 quando il 460° TRG (Tactical Reconnaissance Group) dell'USAF venne sciolto. Questi vennero seguiti da altri 11 esemplari di un secondo lotto e da 4 di un terzo. In totale furono consegnati 222 Phantom II (103 F-4E, 92 F-4D e 27 RF-4E). Gli F-4D sono stati ritirati dal servizio nel 2010, mentre gli RF-4C il 28 febbraio 2014. Gli ultimi F-4E sono stati ritirati il 7 giugno 2024, dopo 55 anni di servizio con la Republic of Korea Air Force.
 Egitto
- Al-Quwwat al-Jawwiya al-Misriyya
  - 76º Gruppo (Cairo)
  - 78º Gruppo (Cairo)

Dei 45 F-4E consegnati, a luglio 2017 ne risultavano in servizio 34 esemplari.
 Germania
- Luftwaffe

175 F-4F e 88 RF-4E consegnati e tutti ritirati. 46 RF-4E furono ceduti all'Aeronautica militare turca nel 1991.
 Giappone
- Kōkū Jieitai
  - Comando Sviluppo Aereo e Sperimentazione (Gifu)
  - 301º Gruppo Difesa Aerea (Hyakuri)
  - 501º Gruppo Ricognizione Aerea (Hyakuri)

140 F-4E e 14 RF-4E consegnati a partire dal 1972. All'inizio degli anni '80 vennero richieste capacità più ampie per i propri velivoli e fu varato il programma F-4EJ Kai (Kai sta per modificato) che ebbe inizio nel 1984. 96 F-4EJ ricevettero il radar Doppler a impulsi AN/APG-66J (al posto dell'APQ-120), nuovo computer centrale, Head-Up Display Kaiser, IFF Hazeltine AN/APZ-79, sistema di navigazione inerziale Litton LN-39, nuovo complesso di allarme radar J/APR-6. Anche l'RF-4EJ (RF-4EJ-Kai) venne aggiornato, anche se, date le differenti esigenze, il radar che era l'APQ-99, fu sostituito con l'APQ-172. 17 dei 29 F-4EJ non aggiornati furono trasformati in RF-4E-Kai, che mantenevano intatte le capacità di combattimento, e si distinguevano dai ricognitori originali perché non avevano la J nella denominazione come i ricognitori originali. Il 20 novembre 2020 sono stati ritirati dal servizio operativo gli ultimi 34 F-4EJ e RF-4EJ, salvo alcuni esemplari che saranno utilizzati per test fino a marzo 2021. Gli ultimi 5 esemplari che volavano ancora con un reparto sperimentale sono stati definitivamente ritirati dal servizio il 17 marzo 2021.
 Israele
- Heyl Ha'Avir

274 F-4E e 12 RF-4E tutti radiati.
 Regno Unito
- Royal Air Force

116 F-4M tutti radiati.
- Fleet Air Arm

50 F-4K e 15 F-4J tutti radiati.
 Spagna
- Ejército del Aire

40 F-4C e 18 RF-4C tutti radiati.
 Stati Uniti
- United States Air Force
- United States Marine Corps
- United States Navy

## Versioni

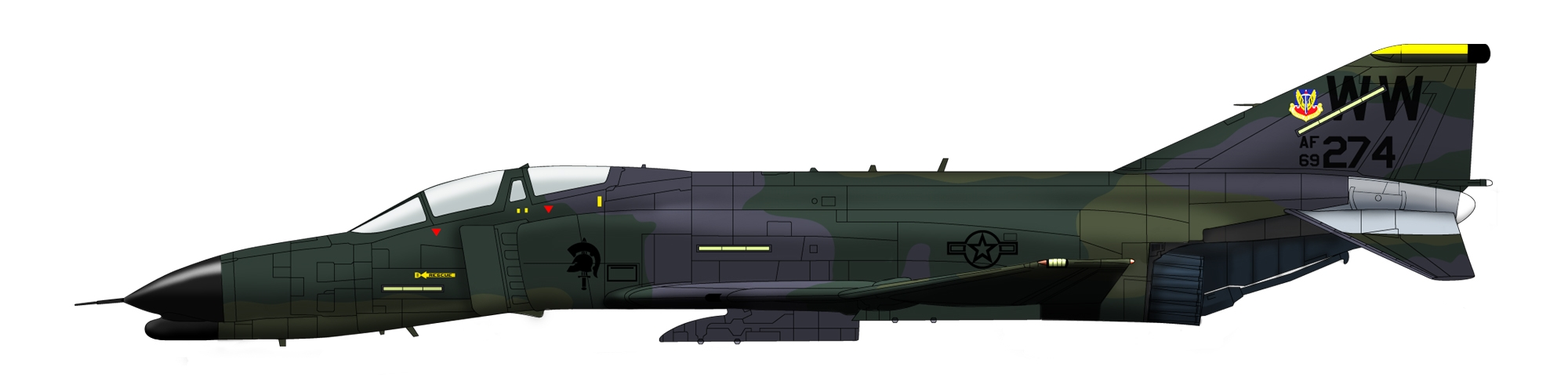
Profilo di un F-4G Wild Weasel

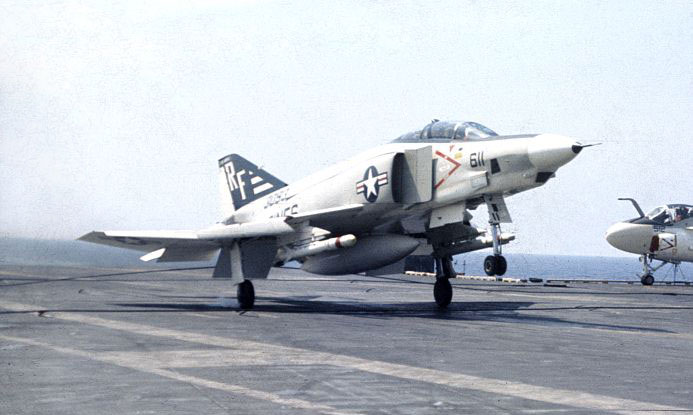
Un RF-4B

- F-4A, B, J, N, e S: versioni per la US Navy e i Marines che includono miglioramenti nei motori, nell'aerodinamica e nell'avionica. Gli F-4B furono aggiornati e ridenominati in F-4N, mentre gli F-4J in F-4S.
- F-110, F-4C, D, E, e G: versioni per l'USAF. Sugli F-4E venne introdotto il cannone M61 Vulcan. Gli F-4G Wild Weasel V erano una versione appositamente progettata per svolgere missioni SEAD. Gli F-4D ed E furono versioni molto esportate.
- F-4K ed M: versioni per il Regno Unito equipaggiate di motori turbofan Rolls-Royce Spey. La versione M è l'unica versione del Phantom capace di mettere in moto i reattori con un'APU, una per ciascun motore.
- RF-4B, C, ed E: versione per la ricognizione tattica.
- QF-4B, E, G, ed N: esemplari ritirati dal servizio e riconvertiti in bersagli volanti senza equipaggio usati per sperimentare armi e sistemi difensivi.
- F-4EJ: F-4E semplificato e costruito su licenza in Giappone dalla Mitsubishi.
- F-4F: F-4E semplificato per l'esportazione in Germania.

## Primati mondiali ottenuti
Desiderosa di mostrare le caratteristiche del suo nuovo aereo, la US Navy intraprese una serie di prove per abbattere i primati allora esistenti nelle prime fasi dello sviluppo del Phantom.
- Operazione Top Flight - il 6 dicembre 1959 il secondo prototipo di XF4H-1 effettuò il record di massima quota (zoom climb) raggiungendo i 30.040 m; il record precedente, di 28.852 metri, apparteneva al prototipo sovietico Sukhoi T-43-1. Il comandante Lawrence E. Flint Jr effettuò un'accelerazione a Mach 2,5 dalla quota di 14.330 m ed effettuò una cabrata a 45º fino a raggiungere 27.430 m: a questa altitudine spense i motori e continuò a salire fino alla quota massima. Quando l'aereo, esaurita la spinta ascensionale, ricadde ripassando la quota di 21.300 m, Flint riaccese i motori e riprese il volo normale[39].
- Operazione Lana - per celebrare il cinquantennale dell'aviazione navale, il 24 maggio 1961 gli F-4 parteciparono ad un volo attraversando gli Stati Uniti in meno di tre ore, nonostante i diversi rifornimenti in volo necessari. Il Phantom più veloce tenne una velocità media di 1.400 km/h, completando il percorso in 2 ore e 47 minuti. Il pilota Tenente Richard Gordon e il navigatore Tenente Bobbie Long vinsero per questa impresa l'edizione 1961 del Bendix trophy[40][41][42].
- Operazione Sageburner - il 28 agosto 1961 un Phantom effettuò un volo di 3 miglia (4,86 km) volando per tutto il percorso al disotto dei 40 m e alla velocità media di 1 453 km/h[40]. Durante la prima prova per battere il record, il 18 maggio 1961, il Comandante J.L. Felsman rimase ucciso quando il suo velivolo esplose in volo a causa di un guasto[43].
- Operazione Skyburner - il 22 novembre 1961 un Phantom modificato e dotato di un iniettore di miscela a base di acqua e metanolo conquistò il record di velocità raggiungendo 2 585 km/h[40].
- Il 6 dicembre 1961 - un altro Phantom conquistò il record di massima quota costante raggiungendo l'altitudine di 20 252 metri[40].
- Operazione High Jump - nei primi mesi del 1962 vennero effettuati una serie di record di velocità ascensionale[40] :
  - 34,523 secondi per raggiungere i 3 000 metri
  - 48,787 secondi per raggiungere i 6 000 metri
  - 61,629 secondi per raggiungere i 9 000 metri
  - 77,156 secondi per raggiungere i 12 000 metri
  - 178,5 secondi per raggiungere i 20 000 metri
  - 230,44 secondi per raggiungere i 25 000 metri
  - 371,43 secondi per raggiungere i 30 000 metri
  - Nonostante non venisse riconosciuto ufficialmente, durante l'ultima prova venne raggiunta la quota massima di 30 480 metri, battendo il record ottenuto durante l'operazione Top Flight[44]

In totale, il Phantom ottenne 16 record mondiali. Tutti, ad esclusione dell'operazione Skyburner, vennero conquistati da aerei non modificati di produzione. Cinque record rimasero imbattuti fino all'entrata in servizio nel 1975 dell'F-15 Eagle.

## Livree
Data la diffusione e longevità, il Phantom ha “indossato” una gran varietà di livree.
- US Navy e USMC

La livrea degli F-4 era inizialmente quella usata per tutti gli aerei imbarcati con grigio chiaro opaco FS36440 su tutte le superfici superiori e laterali e bianco lucido FS17875 per tutte le superfici inferiori e le superfici mobili di controllo.
Nel 1978 venne adottata una livrea interamente grigio chiaro opaco FS36440.
Nei primi anni ottanta venne introdotta per tutti gli aerei della US Navy e dell'USMC una nuova livrea basata su diverse tonalità di grigio, usate anche per le insegne al posto dei colori vistosi.
Per il Phantom ed il Tomcat la livrea era grigio bluastro FS35237 sulle superfici superiori, grigio medio FS36320 sulle superfici laterali della fusoliera e grigio chiaro FS36375 sulle superfici inferiori.
- USAF

I Phantom dell'USAF erano inizialmente in metallo naturale, cioè gli aerei non venivano verniciati oppure veniva usato un colore argento su tutto l'aereo.
A partire dal 1965 nel Sud-est asiatico venne introdotta una livrea usata per la maggior parte dei caccia ed aerei d'attacco al suolo con le superfici superiori e laterali a chiazze di marrone FS30219, verde scuro FS34079 e verde medio FS34102 e tutte le superfici inferiori grigio chiaro FS36622.
La stessa livrea venne poi adottata dall'USAF in tutto il mondo.
A fine anni settanta venne adottata una livrea a chiazze di marrone FS30219, verde scuro FS34079 e verde medio FS34102 estesa a tutto l'aereo.
I Phantom dell'Air Defence Command erano interamente grigio chiaro lucido FS16473.
Alcuni Phantom di base in Europa adottarono la livrea denominata “Europe I” detta anche “lizard”, a chiazze di grigio scuro FS36081, verde scuro FS34092 e verde medio FS34102 estesa a tutto l'aereo.
- RAF

I Phantom della RAF, come gli altri caccia, avevano la livrea standard NATO con le superfici superiori e laterali a chiazze verde scuro FS34079 e grigio scuro FS36118 e tutte le superfici inferiori grigio chiaro FS36357.
A fine anni settanta venne introdotta una livrea a chiazze verde scuro FS34079 e grigio scuro FS36118 estesa a tutto l'aereo.
In seguito venne introdotta una livrea aria-aria con la parte interna della superficie superiore delle ali grigio medio FS36270, il resto delle superfici superiori e laterali grigio medio FS36314 e tutte le superfici inferiori grigio chiaro FS36357.
- Royal Navy

I Phantom della Royal Navy, come gli altri aerei imbarcati in quel periodo, avevano una livrea con grigio scuro FS36099 per tutte le superfici superiori e laterali e bianco lucido FS17778 per tutte le superfici inferiori.
- Luftwaffe

I Phantom della Luftwaffe avevano inizialmente una livrea simile alla standard NATO con superfici superiori e laterali a chiazze verde scuro RAL6014 (circa equivalente al FS34087) e grigio scuro RAL7012 (FS36152) e tutte le superfici inferiori in metallo naturale.
Una caratteristica di questa livrea era che le chiazze non erano delimitate da linee curve ma da spezzate formate da segmenti di rette, per questo era detta “segment camouflage”.
In seguito è stata adottata una livrea più complessa, sempre di tipo “segment camouflage”, con le superfici superiori in verde scuro RAL 7009 (FS34096) e tre tonalità di grigio, RAL 7012, RAL7037 (FS36251) e RAL7039 (FS36165), superfici laterali grigio chiaro RAL7030 (FS36375) e superfici inferiori in due tonalità di grigio chiaro, RAL7030 e RAL7035 (FS36492).
- JASDF

I Phantom della JASDF avevano una livrea con le superfici superiori e laterali a chiazze di marrone FS30140 o FS30219, sabbia FS33690 e verde medio FS34148 e tutte le superfici inferiori grigio chiaro FS36622 o sabbia FS33690.
Alcuni, in particolare molti RF-4, avevano una livrea con le superfici superiori e laterali a chiazze di marrone chiaro FS30372, verde scuro FS34097 e verde medio FS34108 e tutte le superfici inferiori grigio chiaro FS36440 o FS36622.
Altri avevano la livrea dell'US Navy con grigio chiaro FS36440 su tutte le superfici superiori e laterali e bianco lucido FS17875 per tutte le superfici inferiori e le superfici mobili di controllo.
- Heyl Ha'Avir

I Phantom israeliani avevano una livrea desertica con le superfici superiori e laterali a chiazze di marrone FS30219, sabbia FS33531 e verde chiaro FS34227 e tutte le superfici inferiori azzurro chiaro FS35622.
Negli anni ottanta per alcuni Phantom è stata adottata una livrea aria-aria simile a quella degli F-15 Eagle con grigio chiaro FS36375 su tutto l'aereo eccetto la parte superiore della fusoliera e la parte interna della superficie superiore delle ali, dei piani di coda e delle derive in grigio medio FS36320.
- IRIAF

I Phantom iraniani avevano una livrea desertica, adottata in seguito anche per i Tomcat, con le superfici superiori e laterali a chiazze di marrone scuro FS30140, marrone chiaro FS20400 e verde scuro FS34079 e tutte le superfici inferiori grigio chiaro FS36622.
Le altre forze aeree che hanno o hanno avuto in servizio il Phantom hanno in genere adottato le livree dell'USAF; Egitto e Turchia sono in seguito passati ad una livrea con le superfici laterali del muso e della deriva e le superfici superiori ed inferiori delle estremità alari grigio medio FS36320 e tutto il resto grigio scuro FS36118.

### Soprannomi
Nella sua lunga carriera il Phantom conquistò molti soprannomi. Veniva chiamato "Rhino" (Rinoceronte) per il suo muso lungo costruito in titanio, "Double Ugly" e "Duff" per richiamare il diedro alare, la forma della coda e i due membri d'equipaggio, "World's Leading Distributor of MiG Parts" (Il miglior distributore di pezzi di MiG nel mondo), in onore al record di 277 MiG abbattuti dai Phantom americani e di 116 MiG abbattuti dai Phantom israeliani, "Flying Anvil" (L'incudine volante), "Big Iron Sled" (La grande slitta di ferro) e "Louisville Slugger". Dagli equipaggi della Luftwaffe veniva chiamato "Eisensau" (Scrofa di ferro), "Fliegender Ziegelstein" (Mattone volante) e "Luftverteidigungsdiesel" (Il diesel della difesa aerea).
I suoi fans lo chiamano anche "Phabulous Phantom" (Favoloso Phantom) e gli equipaggi di terra che vi hanno lavorato sopra vengono chiamati "Phantom Phixers".

### The Spook

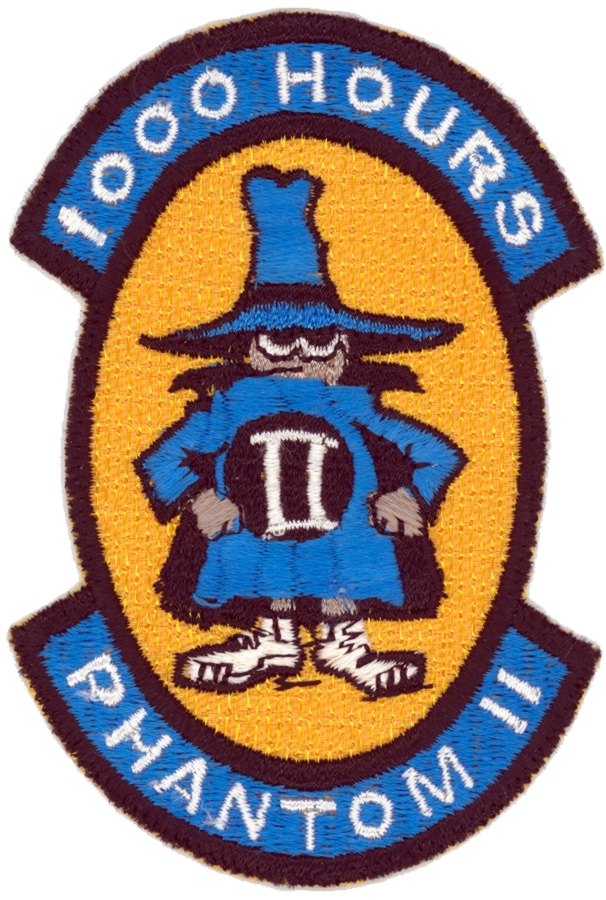
The Spook

L'emblema utilizzato è tanto famoso quanto l'aereo ed è un fantasmino chiamato The Spook. Fu creato da un tecnico della McDonnell Douglas, Anthony "Tony" Wong, con l'intenzione di usarlo nei distintivi da applicare alle tute di volo dei piloti, ma è diventato un vero e proprio simbolo del Phantom da essere utilizzato in ogni tipo di oggetto relativo a questo aereo. Il nome fu coniato dagli equipaggi del 12th Tactical Fighter Wing o del 4453rd Combat Crew Training Wing della base aerea di MacDill. Spesso The Spook è vestito in base alle mode dei paesi in cui servono gli F-4: ad esempio in Gran Bretagna è rappresentato con un cappello da arciere e con una pipa.

## Modellismo
- Hasegawa (cod.KA6), scala 1:72, buona reperibilità. Materiali: plastica (130 pezzi di cui 9 trasparenti), decalcomanie per tre livree. Versione E. Qualità ottima.[46]
- Hasegawa (cod.KA7), scala 1:72, buona reperibilità. Materiali: plastica (117 pezzi), decalcomanie per dieci livree. Versione EJ. Qualità buona.[46]

## Velivoli in esposizione in Italia
F-4 C Phantom presso il Parco Museo dell'aviazione in Rimini, vicino alla Repubblica di San Marino.